# Китайско-намибийские отношения
Китайско-намибийские отношения — двусторонние дипломатические отношения между Китайской Народной Республикой и Республикой Намибией.

## История отношений

### Отношения Китая с намибийскими движениями за независимость
С 1960-х годов, Китай оказывал материальную и дипломатическую поддержку различным движениям за независимость намибийцев, особенно во время Войны за независимость Намибии.

### Отношения Китая с независимой Намибией
Правительства Китая и Намибии установили дипломатические отношения в марте 1990 года, то есть на следующий день после обретения Намибией независимости. Правительство Намибии придерживается политики одного Китая, то есть признавая только правительство КНР и не признавая правительство Тайваня.

## Торговля
Китай в основном экспортирует в Намибию: транспорт, электроприборы, текстиль и обувь. Китай также продаёт ПО для граждан Намибии. Намибия экспортирует в Китай минералы: такие как уран, медь и марганец, а также морепродукты и меховые изделия. Китай заинтересован в увеличении импорта из Намибии и расширение объёма торговли. Китайские предприниматели подписали 13 деловых контрактов со своими намибийскими коллегами всего после одного дня встречи. Согласно контрактам, китайская сторона закупит намибийскую продукцию на сумму 34,7 млн долларов США, в том числе морепродукты и медь.
Товарооборот между двумя странами увеличился в два раза с 2003 по 2006 год.

## Китайское финансирования Намибии
Во время визита в феврале 2007 года Глава КНР Ху Цзиньтао пообещал Намибии дать в льготный кредит около 1,6млрд. юаней, 30 миллионов юаней грантом и 30 миллионов юаней беспроцентного кредита. В ноябре 2005 года президент Намибии Хификепунье Похамба и член Политбюро ЦК КПК Ли Чанчунь стали свидетелями подписания банком Китая льготного кредита в размере 250 миллионов юаней, который будет использован для закупки ЖД транспорта для новой железной дороги, строящейся в северной части Намибии.

## Китайцы в Намибии
Китайцы начали переезжать в Намибию с момента обретения независимости Намибией, то есть в марте 1990 года. По оценкам 2006 года их число оценивалось от 40 тыс. чел. до 45 тыс. чел.